# Ochava
Die Ochava, auch Octavo und Ochavo, war ein spanisches Gewichtsmaß und bedeutete Achtel. In Spanien und Paraguay war das Maß gleich groß. 
Als Gold- und Silbergewicht waren die Bedingungen:
- 1 Ochava = ⅛ Onza = 6 Tomines = 3,594 Gramm
- 1 Onza = 8 Ochavos = 0,02875581 Kilogramm
- 1 Ochava = 2 Ardames = 72 Granes = 3 3/5 Gramm

Das Maß ist von dem Ochavo als Rechnungsmünze in Kastilien, Navarra und in Marokko zu unterscheiden.